# St.-Christophorus-Kirche (Helmstedt)

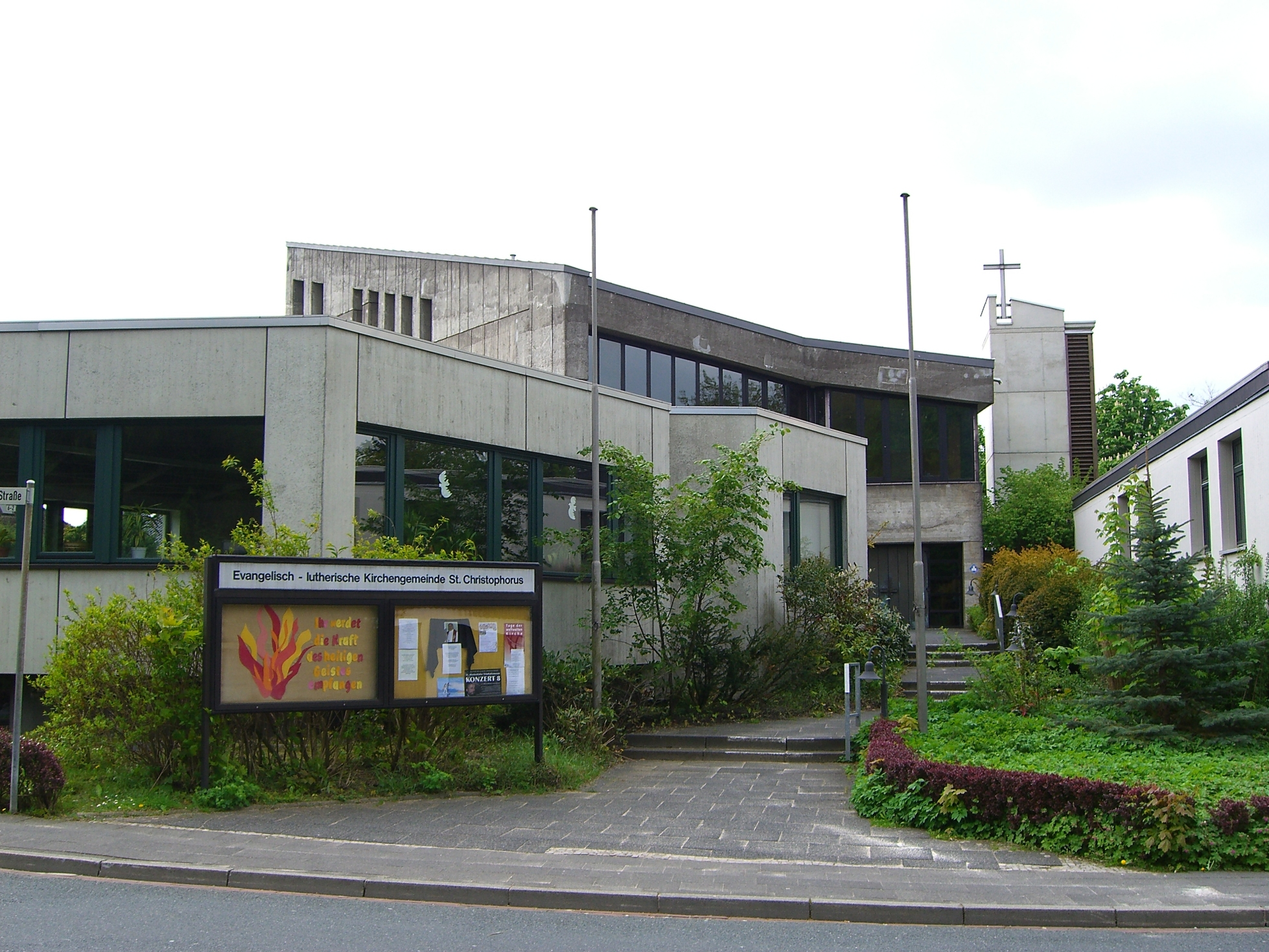
St.-Christophorus-Kirche in Helmstedt

Die Sankt-Christophorus-Kirche in Helmstedt in Niedersachsen ist eine protestantische Kirche, die ursprünglich als Autobahnkirche errichtet wurde. Die Gemeinde der Christophoruskirche gehört zur Ev.-luth. Kirchengemeinde in der Evangelisch-Lutherischen Landeskirche in Braunschweig.

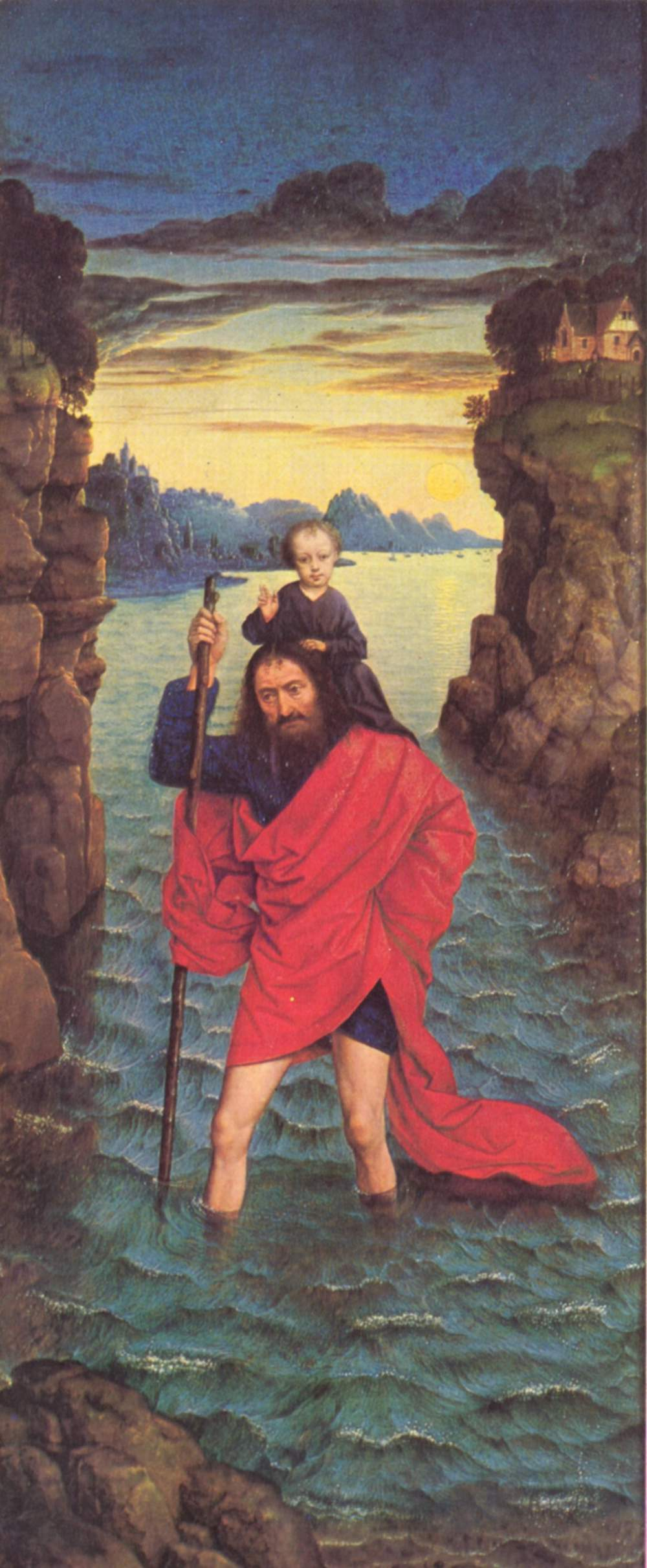
Heiliger Christophorus, Gemälde von Dierick Bouts, um 1468

## Geschichte
Der Helmstedter Pastor Helmut Scheide hatte die Idee, eine Autobahnkirche nahe der A2 in Helmstedt zu erbauen. Am 6. Mai 1969 begann der Bau der Kirche; am Palmsonntag 1972 wurde sie dem heiligen Christophorus geweiht. Pastor Scheide konnte die Weihe nicht miterleben, er verstarb am 12. März 1971.
Die Vakanzverwaltung übernahm Pastor Rudolf Kleinert. Am 11. Juli 1971 wurde Pastor Wolfgang Büscher in sein neues Amt als Pfarrer der St.-Christophorus-Gemeinde eingeführt: dies war gleichzeitig der erste Gottesdienst im Rohbau der Kirche. Am 20. August 1994 trat Pastor Christoph Brinckmeier seinen Dienst an, bis 2003 Pfarrerin Birgit Rengel übernahm.
Die für den Anfang der 1970er Jahre typische Betonbauweise charakterisiert nicht nur die Kirche, sondern auch die dazugehörigen Bauten wie Gemeindezentrum, Pfarrhaus und Kindergarten.
Am 15. Juni 2017 entstand in der Küche der Kirchengemeinde ein Brand, infolge dessen die Kirche durch Rauch in Mitleidenschaft gezogen wurde und renoviert werden musste.

## Der Glockenturm

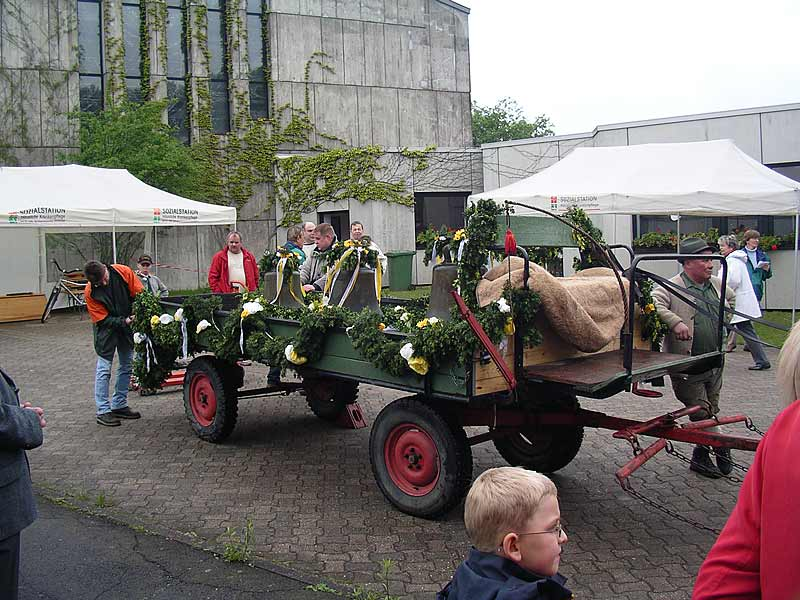
Ankunft der Glocken 2006

Obwohl Ende der 1960er Jahre finanziell noch besser ausgestattet, fehlten der Landeskirche die Mittel für einen kompletten Bau mit Glockenturm. Die Kirchgemeinde fasste daraufhin den Entschluss, die Mittel zu einem großen Teil selbst aufzubringen. Diese Eigeninitiative sollte die Landeskirche zu einem Zuschuss veranlassen. In einer mehr als 30 Jahre andauernden Sammlungsaktion kam so ein Betrag von mehr als 100.000 Euro zusammen, was im Jahre 2004 dazu führte, dass die Finanzierung stand.
2005 begann der Bau des 13 Meter hohen Glockenturmes. Am 9. September 2006 konnte die Glockenweihe von vier Glocken stattfinden, die aus der aufgegebenen Emmauskirche Braunschweig stammen und 1969 gegossen worden waren.
Für viele ältere Gemeindemitglieder, die über so viele Jahre für ihren Glockenturm gearbeitet hatten, war es ein besonderes Erlebnis, als endlich die vier Glocken von St. Christophorus erklangen.
Glockenübersicht
| Glocke | Name            | Höhe   | Gewicht | Schlagton | Inschrift                                      |
| ------ | --------------- | ------ | ------- | --------- | ---------------------------------------------- |
| 1      | Friedensglocke  | 710 mm | 240 kg  | cis′      | Herr, mache mich zum Werkzeug Deines Friedens. |
| 2      | Abendmahlglocke | 645 mm | 170 kg  | e′        | Ich bin das Brot des Lebens.                   |
| 3      | Taufglocke      | 560 mm | 120 kg  | fis′      | Ich habe Dich bei Deinem Namen gerufen.        |
| 4      | Betglocke       | 530 mm | 090 kg  | a′        | Herr, lehre uns beten.                         |

## Ausstattung
Der Fußboden aus Schieferplatten korrespondiert hervorragend mit den grauen Betonwänden, was der Kirche zusammen mit den Holzvertäfelungen eine ursprüngliche Atmosphäre verleiht. Zu nennen sind außerdem die geschwungene himmelanstrebende Decke der Kirche und die Bronzereliefs von Fritz Fleer an der Stirnwand.
Die Fenster der Kirche enthalten Darstellungen des heiligen Christophorus mit dem Jesuskind auf der Schulter, die durch ihre Heiterkeit Optimismus und Lebensfreude transportieren, die die Nüchternheit der Kirche konterkarieren. Außerdem ist eine Darstellung des heilgen Liudger zu sehen, der das ebenfalls in Helmstedt beheimatete Kloster St. Ludgeri gegründet hat.
Am Rande des Kirchengeländes liegt die Quelle, aus der das Taufwasser für St. Ludgeri noch bis ins 20. Jahrhundert hinein geholt wurde.